# Caridina okinawa
Caridina okinawa е вид десетоного от семейство Atyidae.

## Разпространение
Видът е разпространен в Япония.